# Списък на политическите партии в Румъния
Румъния има многопартийна система.

## Парламентарно представени партии
| Партия/коалиция                                   | Места в Камарата на депутатите (2016) | Места в Сената (2016) | Идеология                 |
| ------------------------------------------------- | ------------------------------------- | --------------------- | ------------------------- |
| Социалдемократическа партия                       | 154                                   | 67                    | Социалдемокрация          |
| Национална либерална партия                       | 69                                    | 30                    | Консервативен либерализъм |
| Съюз за спасение на Румъния                       | 30                                    | 13                    |                           |
| Демократичен съюз на унгарците в Румъния          | 21                                    | 9                     | Малцинствена партия       |
| Алианс на либералите и демократите                | 20                                    | 9                     | Либерализъм               |
| Партия „Народно движение“                         | 18                                    | 8                     | Либерален консерватизъм   |
| Партия на ромите                                  | 1                                     | -                     | Малцинствена партия       |
| Демократичен форум на германците в Румъния        | 1                                     | -                     | Малцинствена партия       |
| Демократичен съюз на словаците и чехите в Румъния | 1                                     | -                     | Малцинствена партия       |
| Общност на руснаците липовани в Румъния           | 1                                     | -                     | Малцинствена партия       |
| Съюз на гърците в Румъния                         | 1                                     | -                     | Малцинствена партия       |
| Турски демократичен съюз в Румъния                | 1                                     | -                     | Малцинствена партия       |
| Асоциация на македонците в Румъния                | 1                                     | -                     | Малцинствена партия       |
| Съюз на сърбите в Румъния                         | 1                                     | -                     | Малцинствена партия       |
| Федерация на еврейските общности в Румъния        | 1                                     | -                     | Малцинствена партия       |
| Съюз на арменците в Румъния                       | 1                                     | -                     | Малцинствена партия       |
| Лига на албанците в Румъния                       | 1                                     | -                     | Малцинствена партия       |
| Съюз на българите в Банат-Румъния                 | 1                                     | -                     | Малцинствена партия       |
| Съюз на хърватите в Румъния                       | 1                                     | -                     | Малцинствена партия       |
| Асоциация на италианците в Румъния                | 1                                     | -                     | Малцинствена партия       |
| Съюз на поляците в Румъния                        | 1                                     | -                     | Малцинствена партия       |
| Културен съюз на рутените в Румъния               | 1                                     | -                     | Малцинствена партия       |
| Съюз на украинците в Румъния                      | 1                                     | -                     | Малцинствена партия       |

## Други партии
- Велика Румъния
- Зелена партия
- Републиканска партия